# Alamaailman Vasarat
Alamaailman Vasarat è un gruppo musicale finlandese formatosi nel 1997.

## Discografia
- Vasaraasia (2000)
- Käärmelautakunta (2003)
- Kinaporin Kalifaatti (with Tuomari Nurmio) (2005)
- Palataan Aasiaan (2005, DVD)
- Maahan (2007)
- Huuro Kolkko (2009)
- Haudasta lomilla, DVD  (2010)
- Valta (2012)